# Domitien du Bugey
Domitien ou Domitian (vers 347 - † le 1er juillet 440), abbé, fondateur d'un monastère à "Bebronne", actuellement Saint-Rambert-en-Bugey ; célébré le 1er juillet,.

## Histoire et tradition
Il est né à Rome sous l'empereur Constance II ; fils de Philippe et Marcianille qui l'envoient à l'âge de 12 ans dans une école chrétienne où il devait rester 5 à 6 ans. Pendant son adolescence il perd ses parents mis à mort lors des persécutions des chrétiens par les ariens.
Pleurant ses parents la légende raconte qu'il interrogea son serviteur Zizime : "Dites-moi, cher Zizime, si vous pensez que l'homme qui peut être libre doive s'engager dans un état où mille soins, mille soucis lui raviront sa liberté ?. J'avoue franchement, répondit Zizime, que la liberté est pour celui qui peut la posséder un bien préférable à la servitude. Eh bien ! reprit Domitian, l'oracle de la vérité ne croit pas qu'il y ait de liberté pour celui qui est impliqué dans les affaires du siècle ; c'est d'après ses conseils que je vais congédier tous mes serviteurs, vendre mes biens et en distribuer le prix aux pauvres". Après avoir donc partagé ses biens aux pauvres de Rome il se retire dans une maison religieuse.
En 426 il part dans un long voyage pour la Gaule où il arrive à Marseille par bateau, il y est accueilli par Salvien, rhéteur apprécié et un fin lettré, qui revenait d'un séjour auprès d'Honorat à l'abbaye de Lérins. Hilaire d'Arles, archevêque d'Arles et proche parent d'Honorat, prend Domitien auprès de lui pour peu de temps car ce dernier reprend son périple en 430 en direction de Lyon où il rencontre Eucher qu'il avait connu à Lérins. Eucher, sachant que son ami recherche un lieu de solitude lui enjoint de s'installer dans son diocèse.
Domitien se dirige donc vers les rives de l'Ain, dans la "plaine de la Valbonne" (vers Charnoz-sur-Ain) et s'installe à Axance (Bourg-Saint-Christophe) où il élève un oratoire dédié à Saint Christophe, y plante un jardin et une vigne. Devant l'affluence des disciples qui le rejoignent il décide de changer de lieu et part avec un de ses compagnons nommé Modeste afin d'en trouver un propice à bâtir un monastère. Domitien confie l'oratoire d'Axance à un disciple et les deux hommes traversent l'Ain en direction d'un plateau dominant la fontaine de "Bébron", actuellement Brevon. Là, rejoint par ses disciples et en moins de deux ans, ils construisent deux oratoires l'un en honneur de la Vierge Marie et l'autre à l'intention de saint Christophe, tous deux dédicacés par Eucher en 432, et ils élèvent un monastère.
Domitien mène dans ce lieu une vie austère, fuyant les honneurs que ses sacrifices attiraient il vivait en ermite ne revenant au monastère que la nuit pour la passer en prière. Il résolu le projet de bâtir un oratoire et un hospice au bord de l'Albarine au lieu qui deviendra Saint-Rambert-en-Bugey. En quête de subsides pour mener à bien ces travaux il se décide à aller rencontrer Latinus, seigneur de Lagnieu, et son épouse Syagrée. Tous deux ariens se convertir au christianisme et donnent toutes les terres qu'ils possèdent dans la vallée de l'Albarine depuis Lagnieu jusqu'à Armix permettant de jeter les fondations de ce qui va devenir l'Abbaye Saint-Domitien.
Sur la fin de sa vie Domitien choisit comme successeur un de ses disciples nommé Jean et se retira dans sa cellule où il passa ses derniers jours en prières. Voyant sa fin proche il fit appeler ses frères et leur dit : "Conservez la paix, maintenez vos âmes pures ; sans la pureté nul ne peut plaire à Dieu ; approchez-vous du Seigneur, et il s'approchera de vous ; écoutez avec une respectueuse soumission la voix de celui qui est à votre tête, car je suis persuadé qu'il vous conduit par la voie droite. Sachez que le moment de ma mort m'a été révélé par le Dieu infiniment bon, et qu'elle arrivera le 1er juillet". La tradition rapporte qu'au moment de sa mort il exhala une odeur agréable qui embauma toute la cellule. Sa dépouille est déposée dans un sarcophage près de l'autel dédié à saint Genès. Plus tard, en 1078 une partie de ses reliques et de celles de saint Rambert seront transportées au prieuré de Saint-Rambert en Forez et toujours conservées dans l'église paroissiale.

## Sources